# Чесноковка (Самарская область)
Чесноковка — посёлок в Елховском районе Самарской области. Входит в сельское поселение Красные Дома.

## География
Посёлок находится в северной части Самарской области, в лесостепной зоне, на берегу реки реке Чесноковка. Сливается с населёнными пунктами Вязовка, Подсолнечный и Мордвинка, связанные автодорогой регионального значения 36Н-183.

### Климат
Климат характеризуется как умеренно континентальный. Среднегодовая температура воздуха — 4 °С. Средняя температура воздуха самого тёплого месяца (июля) — 26,3 °C (абсолютный максимум — 39 °C); самого холодного (января) — −12,8 °C (абсолютный минимум — −48 °C). Снежный покров держится в течение 150 дней.

## История
Упоминается на карте Самарской Губернии Рихтера и Станкевича 1867 года.

## Население
| 2010 |
| ---- |
| 3    |

## Инфраструктура
Личное подсобное хозяйство с зоной сельскохозяйственного использования, индивидуальная застройка усадебного типа.

## Транспорт
Чесноковка доступна автотранспортом.